# 卡利內 (外喀爾巴阡州)
48°8′22″N 23°52′1″E / 48.13944°N 23.86694°E

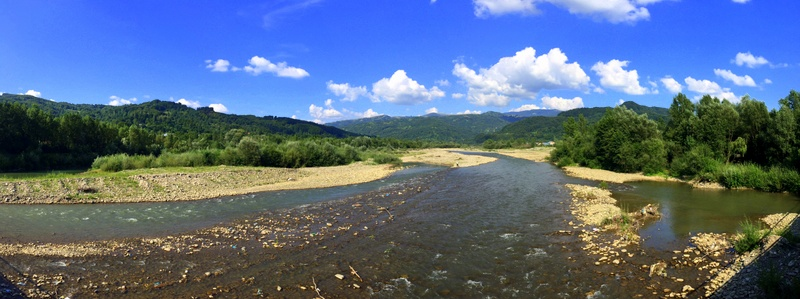

卡利尼（烏克蘭語：Калини）是位於烏克蘭西部外喀爾巴阡州的佳奇夫區的村莊，始建於1405年，面積0.023平方公里，海拔高度347米，2001年人口5,844，人口密度每平方公里254,087人。